# Mnium ciliare
Mnium ciliare là một loài Rêu trong họ Mniaceae. Loài này được (Müll. Hal.) Schimp. mô tả khoa học đầu tiên năm 1876.